# Karabinek 9A91
Karabinek 9A91 (ros. 9-мм малогабаритный автомат 9А-91) – rosyjski subkarabinek automatyczny zasilany nabojem 9 × 39 mm.

## Historia
Na początku lat 90 XX w. w KBP Tuła skonstruowano rodzinę małogabarytowych karabinków A91 kalibru 5,45, 5,56, 7,62 i 9 mm. Według zamierzeń projektantów skonstruowana broń miała być przeznaczona do samoobrony. Armia rosyjska nie wyraziła jednak zainteresowania tą bronią w wersji kalibru 5,45 mm uznając za wystarczające już użytkowane AKS-74U. Także odbiorcy zagraniczni nie byli zainteresowani wersją kalibru 5,45 mm. Do małoseryjnej produkcji trafiła tylko wersja 9A91 kalibru 9 × 39 mm traktowana jako tańszy odpowiednik karabinka SR-3 Wichr. Wyprodukowane karabinki trafiły do uzbrojenia jednostek podporządkowanych MWD i policji. Powstała także wersja wyborowa tej broni oznaczona jako WSK-94, a niektóre podzespoły karabinka 9A91 wykorzystano konstruując karabin-granatnik KBP A-91M.

## Opis
9A91 jest bronią samoczynno-samopowtarzalną. Automatyka broni działa na zasadzie odprowadzania gazów prochowych z długim skokiem tłoka gazowego. Zamek ryglowany przez obrót (4 rygle). Rękojeść przeładowania po prawej stronie broni, związana z suwadłem, składana. Mechanizm spustowy z przełącznikiem rodzaju ognia. Skrzydełko bezpiecznika/przełącznika rodzaju ognia po obu stronach komory zamkowej, nad chwytem pistoletowym. Kolba składana na wierzch komory zamkowej. Przyrządy celownicze mechaniczne, składają się z muszki i celownika przerzutowego (nastawy 100 i 200 m).